# 久普昆湖
久普昆湖是俄羅斯的湖泊，由克拉斯諾達爾邊疆區負責管轄，位於普托拉納高原，長約90公里，面積199平方公里，集水區面積27,700平方公里，湖水來自融雪和雨水。